# Trillium grandiflorum
El trilio blanco  (Trillium grandiflorum) es una planta herbácea de la familia Melanthiaceae.

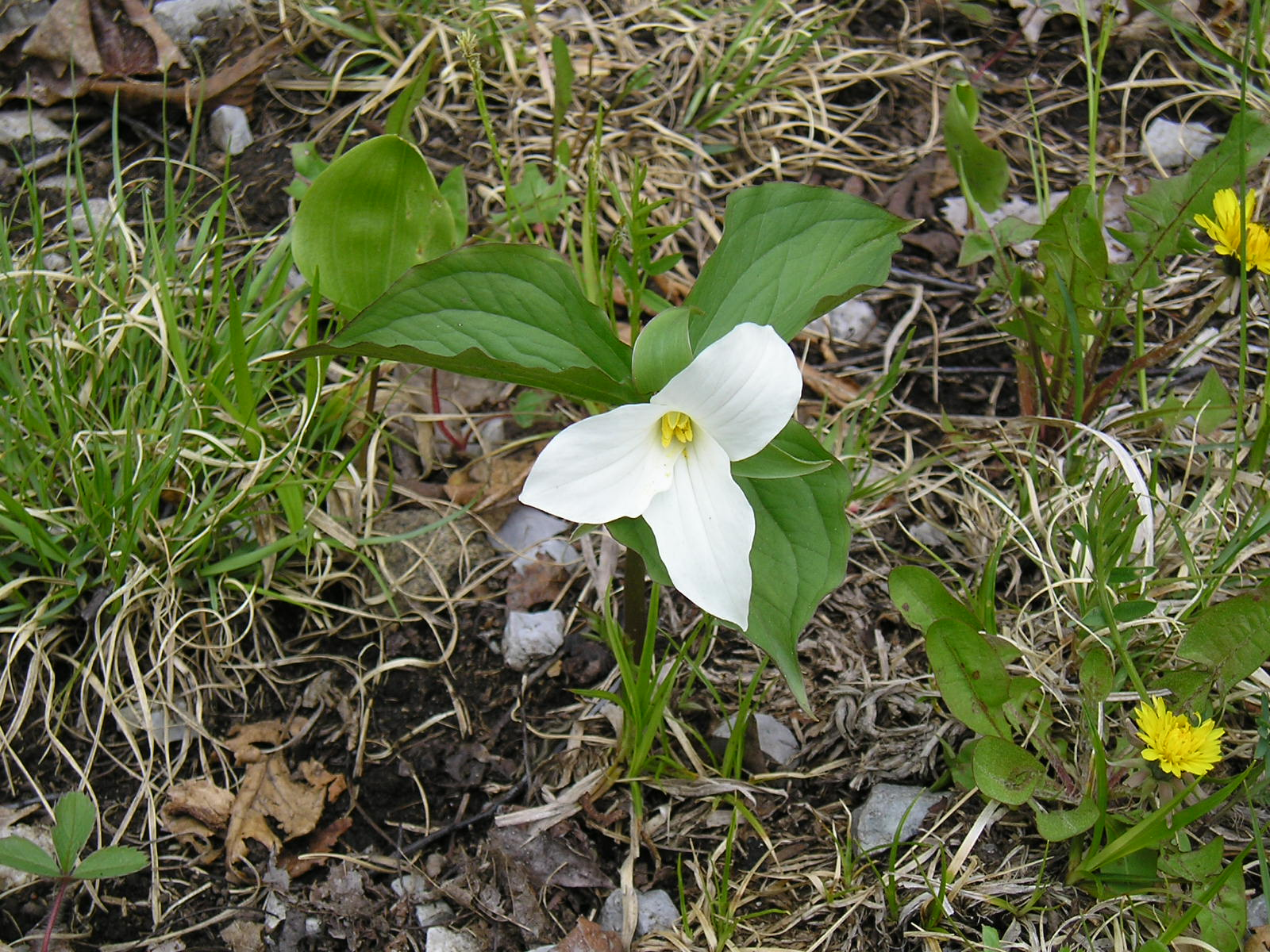
Trillium grandiflorum.

## Distribución
Es nativa del oriente y centro de las regiones templadas de Norteamérica, desde donde se ha difundido como ornamental a muchas otras partes templadas del mundo, incluyendo los jardines de Callaway.

## Descripción
La flor es yacente, y crece sobre un conjunto de tres hojas. La flor no es notoria en su estado cerrado, pero tan pronto se abre en una gran floración de triple pétalo. Con el tiempo la flor vuelve de color rosa.
El trilio blanco es la flor provincial de Ontario, Canadá. 

## Taxonomía
Trillium grandiflorum fue descrita por (Michx.) Salisb. y publicado en The Paradisus Londinensis 1: pl. 1. 1805.
Sinonimia
- Trillium chandleri Farw.
- Trillium chandleri forma foliaceum Farw.
- Trillium chandleri forma gladewitzii Farw.
- Trillium chandleri forma palaceum Farw.
- Trillium chandleri forma plenum Farw.
- Trillium chandleri forma subulatum Farw.
- Trillium erythrocarpum Curtis
- Trillium grandiflorum forma dimerum Louis-Marie
- Trillium grandiflorum forma divisum Louis-Marie
- Trillium grandiflorum forma elongatum Louis-Marie
- Trillium grandiflorum var. minimum N.Coleman
- Trillium grandiflorum forma petalosum Louis-Marie
- Trillium grandiflorum forma regressum Louis-Marie
- Trillium grandiflorum forma striatum Louis-Marie
- Trillium lirioides Raf.
- Trillium lirioides forma albomarginatum Farw.
- Trillium lirioides forma giganteum Farw.
- Trillium lirioides var. longipetiolatum Farw.
- Trillium lirioides forma subsessile Farw.
- Trillium lirioides forma ungulatum Farw.
- Trillium lirioides forma variegatum Farw.
- Trillium liroides forma vegetum Farw.
- Trillium obcordatum Raf.
- Trillium rhomboideum var. grandiflorum Michx.
- Trillium scouleri Rydb.
- (enlace roto disponible en Internet Archive; véase el historial, la primera versión y la última).